# Jean Fleur
Pour les articles homonymes, voir Fleur (homonymie).
Jean Fleur, né le  22 novembre 1882 à Paris et mort le 18 mai 1958 à Couilly-Pont-aux-Dames, est un acteur français.

## Biographie
Fils d'un cordonnier, Jean Fleur naît le 22 novembre 1882 dans le 20e arrondissement de Paris.
Il est le mari des comédiennes Gabrielle Delestre de 1909 à 1921  puis Berthe Fusier de 1936 à sa mort .
Il meurt le 18 mai 1958 au sein de la maison des artistes de Couilly-Pont-aux-Dames.

## Filmographie
- 1933 : Le Simoun de Firmin Gémier
- 1935 : Le Roman d'un jeune homme pauvre d'Abel Gance
- 1938 : Clodoche de Raymond Lamy
- 1943 : Le Capitaine Fracasse d'Abel Gance
- 1946 : Pétrus de Marc Allégret

## Théâtre
- 1924 : Jésus de Nazareth de Paul Demasy
- 1936 : Elizabeth, la femme sans homme d'André Josset, mise en scène René Rocher,   Théâtre du Vieux-Colombier